# Grafendorf bei Hartberg
Grafendorf bei Hartberg è un comune austriaco di 3 155 abitanti nel distretto di Hartberg-Fürstenfeld, in Stiria; ha lo status di comune mercato (Marktgemeinde). Il 1º gennaio 2015 ha inglobato il comune soppresso di Stambach.